# ضفدع كونيو
ضفدع كونيو (الاسم العلمي: Rana kunyuensis) هو نوع من الحيوانات يتبع جنس الضفدع الحقيقي من فصيلة الضفادع الحقيقية.
سمي هذا النوع نسبةً إلى جبل كونيو في الصين.